# Эргис, Георгий Устинович
Георгий Устинович Эргис (Гермогенов; 21 марта (3 апреля) 1908 — 9 июня 1968) — советский якутский фольклорист, лингвист, этнограф, философ. Специалист по якутскому фольклору. Кандидат филологических наук (1949), Заслуженный деятель науки Якутской АССР (1962).

## Биография
Георгий Гермогенов родился 21 марта (3 апреля) 1908 года в Эргисском наслеге Западно-Кангаласского (ныне Кангаласского) улуса Якутии в крестьянской семье. Отец происходил из рода, восходящего к легендарному шаману-айыы (белому шаману) Эргису. Георгий Устинович взял себе фамилию по имени этого шамана и по названию родного наслега.
В 1928 году окончил Якутский педагогический техникум. В 1934 году окончил Казанский государственный педагогический институт. Учился в аспирантуре при Ленинградском государственном университете и Институте фольклора АН Украинской ССР (научный руководитель А. Е. Крымский). В 1949 году получил степень кандидата филологических наук.
В 1930—1931 и в 1934—1935 годах работал учёным секретарём Комитета алфавита при ЦИК ЯАССР, в 1935—36 — научным сотрудником Института языка и культуры при СНК Якутской АССР, в 1936—39 — Института языка и письменности Академии Наук СССР.
В 1933—1934 годах принимал участие в разработке терминологии и орфографии якутского языка.
В 1941—1943 годах входил в состав авторского коллектива, писавшего учебники, при Наркомате просвещения ЯАССР, был ассистентом Якутского государственного педагогического института. С 1943 года работал в Якутском институте языка, литературы и истории, где возглавлял работу по изучению якутского фольклора.
Георгий Эргис занимался исследованием якутского фольклора. Он собирал образцы устного якутского народного творчества, переводил их на русский язык и готовил к публикации. Написал методические указания по собиранию фольклора. Впервые классифицировал жанры обрядового фольклора якутов. Переводил на русский язык классиков якутской литературы.
Занимался изучением крупнейшего якутского героического эпоса-олонхо «Нюргун Боотур Стремительный», записанного К. Г. Оросиным. В 1947 году издал его отдельной книгой с параллельным переводом на русский язык, в котором стремился сохранить оригинальный колорит и передать точный смысл якутских слов.
Кроме монографий и самостоятельно составленных трудов, подготовил к изданию и снабдил научным аппаратом эпос «Нюргун Боотур Стремительный», изданный в 1947 году, двухтомный труд «Исторический предания и рассказы якутов», оба тома которого вышли в 1960 году, два тома «Якутских сказок», выпущенных, соответственно, в 1964-м и 1967 годах.

## Семья
- Прадед — Тыгын Дархан. Правитель якутов ~XVI-XVII в.в.
- Прадед — Эргис Ойуун Архивная копия от 28 сентября 2020 на Wayback Machine. Верховный шаман якутов ~XVII-XVIII в.в.
- Прадед — Никифор Гаврилович «Чохооной» Гермогенов Архивная копия от 18 ноября 2020 на Wayback Machine. Князь Западно-Кангаласского улуса, меценат, один из богатейших жителей Якутской Области (1781—1850 г.г.)
- Двоюродный прадед — Александр Никифорович «Табысхаан» Гермогенов Архивная копия от 17 ноября 2020 на Wayback Machine. Сын Чохооноя, князь и первый Голова Западно-Кангаласского улуса, крупный меценат. Приёмный отец и дядя (родной брат матери) К. Г. Неустроева.
- Троюродный прадед — Константин Гаврилович «Урсик» Неустроев. Первый якутский революционер-народоволец (1858—1883).
- Отец — Устин Никифорович Гермогенов. Крупный помещик и землевладелец Западно-Кангаласского улуса, впоследствии раскулачен.
- Брат — Георгий Устинович Гермогенов Архивная копия от 11 ноября 2020 на Wayback Machine. Советский архитектор, Начальник Управления по делам строительства и архитектуры Совмина ЯАССР, Лауреат Государственной премии им. П. А. Ойунского (1935—2012).
- Сын — Георгий Георгиевич Эргис. Учёный. Старший преподаватель кафедры философии Якутской государственной сельскохозяйственной академии. (1950—2015)

## Сочинения

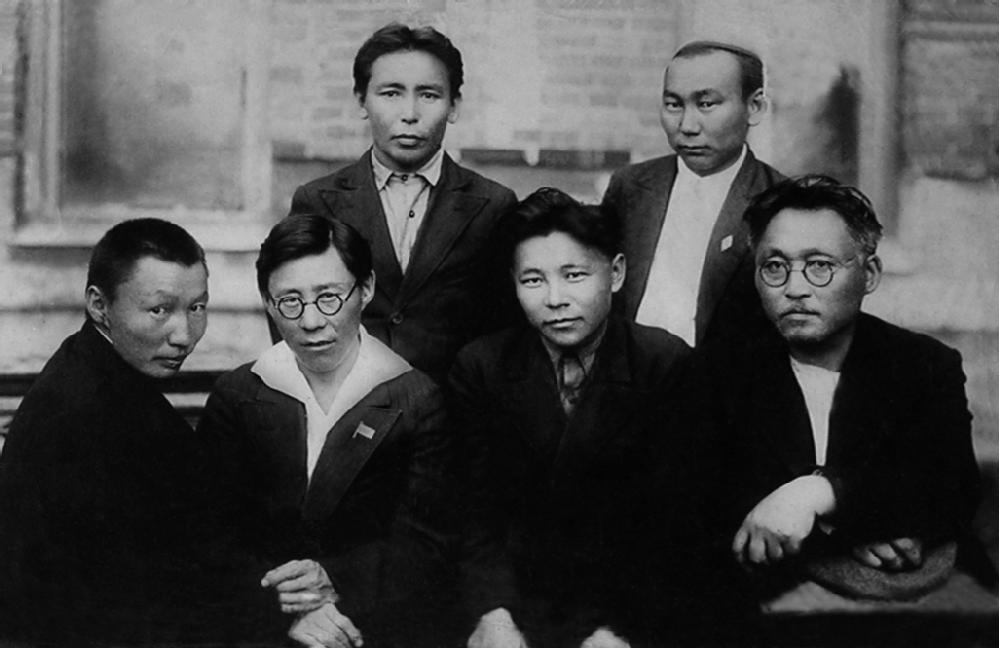
Участники I Всеякутской языковедческой конференции. Сидят (слева направо): Г. У. Гермогенов (Эргис), П. А. Ойунский, неизвестный, Г. В. Ксенофонтов; стоят: Н. И. Степанов, В. М. Новиков
(Якутск. 1934 год)

- Самоучитель якутского языка. Якутск, 1930.
- Грамматика якутского языка: Синтаксис: Учебник для VIII класса. Якутск, 1942.
- Спутник якутского фольклориста. Якутск, 1945.
- Нюргун Боотур Стремительный. Якутск, 1947.
- Памятка собирателям якутского фольклора. Якутск, 1947.
- Исторические предания и рассказы якутов: В 2 ч. М.; Л., 1960.
- Сборник якутских пословиц и поговорок. Якутск, 1965.
- Якутские сказки. Якутск, Т.1. 1965. Т.2. 1967.
- Очерки по якутскому фольклору. М., 1974.
- Якутские народные песни Якутск, 1976, 1977, 1980 (сост., пер., коммент.).